# Jan Boyen
Jan Boyen (ur. 20 kwietnia 1970 w Tienen, Belgia) – belgijski niepełnosprawny kolarz. Brązowy medalista paraolimpijski z Pekinu.

## Medale Igrzysk Paraolimpijskich

### 2008
- - Kolarstwo - bieg pościgowy indywidualnie - LC 2